# マンドーダリー

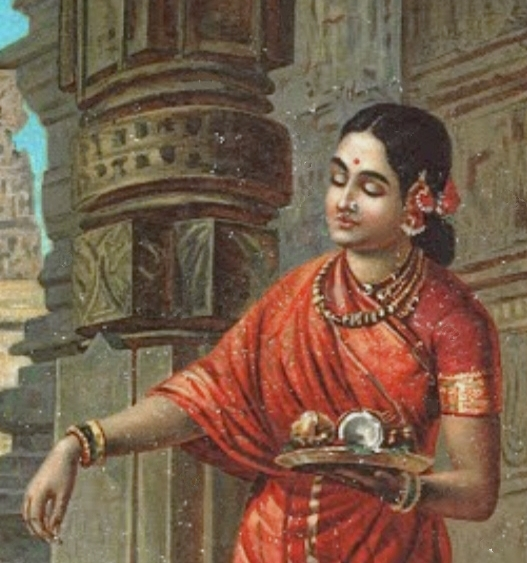
マンドーダリー

マンドーダリー（梵: मंदोदरी, Mandodarī）は、インド神話に登場する女性。アスラ族の建築家であるマヤの娘。後に羅刹王ラーヴァナの妃となり、インドラジットの母となった。
前世はアプサラスのマドゥラーであったとされる。マドゥラーはパールヴァティーの留守中にシヴァ神のもとを訪れ、シヴァを誘惑し、シヴァの子を懐妊した。そのためマドゥラーはパールヴァティーの怒りをかい、呪われて蛙の姿にされた。しかし井戸の中で必死に許しを乞ったので、12年後、シヴァは彼女を美しい女性の姿に変え、マンドーダリーと名づけて自分の娘として養育した。その後マンドーダリーはラーヴァナの妃となったが、このとき12年前のシヴァの精が再び活動し、それによって生まれたのがメーガナーダ、すなわちインドラジットであるという。